# Entosthodon andicola
Entosthodon andicola är en bladmossart som beskrevs av Mitten 1869. Entosthodon andicola ingår i släktet koppmossor, och familjen Funariaceae. Inga underarter finns listade i Catalogue of Life.